# Рьо, Роже
Роже́ Рьо (фр. Roger Rio, 13 февраля 1913 — 23 апреля 1999) — французский футболист, полузащитник. Игрок сборной Франции, участник чемпионата мира—1934.

## Карьера

### Клубная
Роже Рьо всю карьеру футболиста провёл в клубе «Руан». Полузащитник выступал за клуб с 1931 по 1951 годы. Начав выступления в чемпионатах Франции с „Дивизиона чести“ в сезоне 1932/33, в следующем сезоне Рьо вместе с командой дебютировал в Дивизионе 2.
По итогам сезона 1935/36 «Руан» выиграл второй дивизион и Рьо выступал в Дивизионе 1 с 1936 по 1939 год, дважды занимая с командой четвёртое место в чемпионате. Полузащитник в составе «Руана» принимал участие в первом послевоенном чемпионате Франции. В следующем сезоне «Руан» занял в чемпионате последнее место и вылетел из Дивизиона 1. Рьо продолжил выступать за команду и в Дивизионе 2. Последний матч полузащитник сыграл против «Анже» 14 октября 1951 года.

### В сборной
Роже Рьо сыграл первый матч за сборную Франции 12 февраля 1933 года (товарищеский со сборной Австрии)
.
В товарищеском матче со сборной Германии, сыгранном 19 марта 1933 года, полузащитник забил первый в карьере гол за сборную и сделал голевую передачу на Рене Жерара. 15 апреля 1934 года Рьо принял участие в единственном для сборной Франции отборочном матче чемпионата мира 1934 против Люксембурга
.
Роже Рьо попал в заявку сборной на чемпионат мира, и сыграл в единственном для команды матче на турнире против сборной Австрии
. 
В последний раз полузащитник защищал цвета национальной сборной 21 марта 1937 года в товарищеском матче со сборной Германии
.
Всего Рьо сыграл за «трёхцветных» 18 матчей и забил 4 гола.

## Статистика
| Матчи и голы Роже Рьо за сборную Франции | Матчи и голы Роже Рьо за сборную Франции | Матчи и голы Роже Рьо за сборную Франции | Матчи и голы Роже Рьо за сборную Франции | Матчи и голы Роже Рьо за сборную Франции | Матчи и голы Роже Рьо за сборную Франции |
| ---------------------------------------- | ---------------------------------------- | ---------------------------------------- | ---------------------------------------- | ---------------------------------------- | ---------------------------------------- |
| №                                        | Дата                                     | Соперник                                 | Счёт                                     | Голы Рьо                                 | Турнир                                   |
| 1                                        | 12 февраля 1933                          | Австрия                                  | 0:4                                      | -                                        | Товарищеский матч                        |
| 2                                        | 19 марта 1933                            | Германия                                 | 3:3                                      | 1                                        | Товарищеский матч                        |
| 3                                        | 26 марта 1933                            | Бельгия                                  | 3:0                                      | 1                                        | Товарищеский матч                        |
| 4                                        | 23 апреля 1933                           | Испания                                  | 1:0                                      | -                                        | Товарищеский матч                        |
| 5                                        | 25 мая 1933                              | Уэльс                                    | 1:1                                      | -                                        | Товарищеский матч                        |
| 6                                        | 10 июня 1933                             | Чехословакия                             | 0:4                                      | -                                        | Товарищеский матч                        |
| 7                                        | 6 декабря 1933                           | Англия                                   | 1:4                                      | -                                        | Товарищеский матч                        |
| 8                                        | 11 марта 1934                            | Швейцария                                | 0:1                                      | -                                        | Товарищеский матч                        |
| 9                                        | 15 апреля 1934                           | Люксембург                               | 6:1                                      | -                                        | Отборочный матч ЧМ—1934                  |
| 10                                       | 10 мая 1934                              | Нидерланды                               | 5:4                                      | -                                        | Товарищеский матч                        |
| 11                                       | 27 мая 1934                              | Австрия                                  | 2:3                                      | -                                        | ЧМ—1934                                  |
| 12                                       | 16 декабря 1934                          | Югославия                                | 3:2                                      | -                                        | Товарищеский матч                        |
| 13                                       | 24 января 1935                           | Испания                                  | 0:2                                      | -                                        | Товарищеский матч                        |
| 14                                       | 9 февраля 1936                           | Чехословакия                             | 0:3                                      | -                                        | Товарищеский матч                        |
| 15                                       | 8 марта 1936                             | Бельгия                                  | 3:0                                      | 1                                        | Товарищеский матч                        |
| 16                                       | 24 января 1937                           | Австрия                                  | 1:2                                      | -                                        | Товарищеский матч                        |
| 17                                       | 21 февраля 1937                          | Бельгия                                  | 1:3                                      | 1                                        | Товарищеский матч                        |
| 18                                       | 21 марта 1937                            | Германия                                 | 0:4                                      | -                                        | Товарищеский матч                        |

Итого: 18 матчей, 4 гола; 6 побед, 2 ничьи, 10 поражений.

## Семья
Сын Роже Рьо Патрис также профессиональный футболист. Он играл на позиции защитника за «Руан», «Нант», «Ренн» и сборную Франции, в составе которой был участником чемпионата мира—1978.